# 埃默里希·尤特纳
埃默里希·尤特纳（英語：Emerich Juettner，1876年1月—1955年1月4日），也被称为爱德华·穆勒（Edward Mueller）或880先生，是一名奥匈裔美国移民，因伪造1美元钞票和在1938年至1948年的躲避美国特勤局追捕长达十年而闻名。在被抓捕后，他公开承认了自己的行为，并补充说他从未给过任何人一张以上的钞票，因此没有人损失超过一美元。 他被判处一年零一天监禁和一美元罚款，后来他出售了故事的版权，在1950年被改编成了电影《880先生》。

## 早年生活
埃默里希·尤特纳于1876年1月出生于奥匈帝国的一个工人家庭，他是四个兄弟姐妹中的老大，有两个弟弟和一个妹妹。 14岁时，他迫于生活而离开祖国前往纽约。  1902年，他与弗洛倫斯·勒邁因（Florence LeMein）结婚之前，他找到了一份画框镀金工的工作。他的妻子于1903年生下儿子沃尔特（Walter），1918年生下女儿弗洛伦斯（Florence）。为了养家糊口，他在纽约上东区找了一份维修工的工作，他的工作让他和家人可以免费住在他工作所在大楼的地下室。他的妻子在生下女儿弗洛伦斯后不久于1918年西班牙流感大流行中去世。后来他成了一名靠收集废品生活的人。 

## 伪造货币
妻子去世后，尤特纳变得手头拮据。1938年，尤特纳开始每周在曼哈顿附近的商店使用十至十二张自制的假钞。在接下来的十年里，尤特纳以十分谨慎的手法使用这些钞票，从来不在同一家店花超过一次假钞。这些钞票用廉价纸张制作，质量很差，细节粗糙，例如“华盛顿（Washington）」被错误地拼写为“Wahsington”。尤特纳在当地一家雪茄店使用了第一张钞票后，特勤局发现了这张假钞，并将其归入880号档案，开始了长达十年的搜查。由于这些钞票并不引人注目，而且从未在重复的地方使用，因此特工们很难追踪到他。1947年12月7日，在自己的公寓大楼发生火灾后，尤特纳发现自己的印版丢失了。此时的公寓已经没法住人，尤特纳只得去女儿家寄宿一段时间。后来，一群孩子发现了尤特纳的几张一美元钞票并把它们带给了父母。随后，这些钞票被上交给了给了特勤局。尤特纳准备回公寓找寻，但一抵达公寓就被特工逮捕。 
因为罪行不严重，尤特纳后来被判处一年零一天监禁，外加一美元罚款，这引得法庭内的人哄堂大笑。 

## 影响

### 评价
前特勤局局长詹姆斯·马洛尼（James Maloney）指责尤特纳导致了美国假冒事件的增多。 

### 电影《880先生》
埃默里希·尤特纳的故事成了1950年的喜剧剧情片《880先生》的原型。该片由埃德蒙·古尔丁执导，伯特·兰卡斯特在片中饰演负责调查的特勤局特工，埃德蒙·格温饰演以尤特纳为原型的角色。这部电影改编自圣克莱尔·麦克凯尔威关于尤特纳的文章。尤特纳本人出席了该片的首映式。格温凭借在《880先生》中的出色表演赢得了金球奖并获得奥斯卡奖提名。最终，尤特纳从《880先生》中赚到的钱比他通过造假币赚到的钱还多。 